# Histoire du Nouveau-Mexique
 (septembre 2013).
Si vous disposez d'ouvrages ou d'articles de référence ou si vous connaissez des sites web de qualité traitant du thème abordé ici, merci de compléter l'article en donnant les références utiles à sa vérifiabilité et en les liant à la section « Notes et références ».

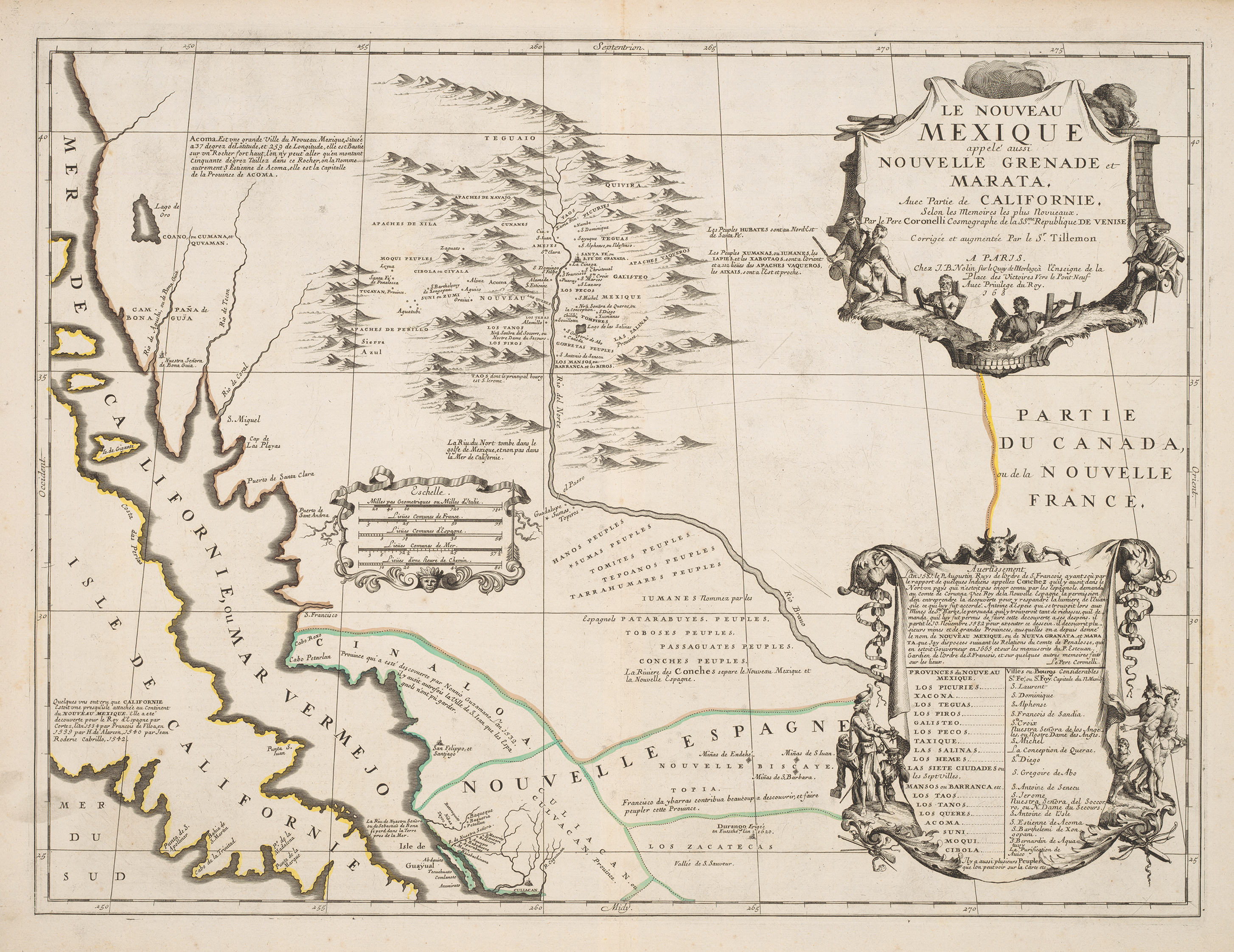
Le Nouveau Mexique appelé aussi Nouvelle Grenade et Marata, avec Partie de Californie, 1687

L'histoire du Nouveau-Mexique commence officiellement avec l'apparition de l'homme dans la région vers environ 9200 av. J.-C. À l'époque équivalant au Moyen Âge, les Anasazis s'affirment comme la grande puissance amérindienne du Sud-Ouest des États-Unis actuels, avant que les Pueblos et les Navajos, leurs descendants, ne dominent à leur tour la région. Au XVIe siècle, les Espagnols explorent le Nouveau-Mexique avant de le coloniser au XVIIe.
L'histoire coloniale du Nouveau-Mexique s'étend sur tout le XVIIIe et le XIXe siècle. La région est faiblement colonisée, l'immigration restant très inférieure à celle du Mexique voisin dont elle est dépendante en grande partie. Comme au Texas, une économie d'élevage dans des ranchs se met en place, sous les incursions et pillages des Comanches et des Apaches. Après l'indépendance du Mexique en 1821, la petite colonie espagnole passe sous le contrôle de Mexico, puis des États-Unis lorsque la guerre américano-mexicaine de 1846-1848 se termine en faveur des Américains. Le Territoire du Nouveau-Mexique accueille de très nombreux colons américains lors de la Conquête de l'Ouest, qui, comme les Espagnols et les Mexicains avant eux, s'adonnent à l'élevage dans les ranchs, tandis qu'une importante communauté hispanique se constitue. Le Nouveau-Mexique n'obtient le statut d'État que relativement tard, le 6 janvier 1912.
L'histoire moderne de l'État se résume à une immigration toujours aussi importante.

## Époque pré-colombienne
L'existence de l'homme au Nouveau-Mexique remonte aux alentours de 10 000 av. J.-C. Après l'invention de l'agriculture, le peuple des Anasazis s'installe dans la région et construit plusieurs villages. Les Anasazis connaissent un âge d'or vers l'an 1000 apr. J.-C., faisant rayonner leur culture dans tout le Nouveau-Mexique. D'autres nations amérindiennes sont également implantées dans la région aux mêmes époques: les Mogollon et les Hohokams se distinguent particulièrement. Ces civilisations indiennes sont les ancêtres des tribus que rencontreront plus tard les Européens, tels les Pueblos ou les Navajos.
Les Anasazis sont un peuple d'agriculteurs, vivant dans de vastes villages disséminés le long des fleuves et des rivières du Sud-Ouest américain.

## Groupes amérindiens tardifs
Après la disparition des premières civilisations (Anasazis, Mogollon, Hohokams), leurs descendants vont continuer à peupler les vallées du Rio Grande et du Nouveau-Mexique. Les Pueblos ainsi que d'autres tribus sédentaires de la région ont la même culture à quelques différences près, et constituent, comme l'étaient les groupes anciens, des peuples d'agriculteurs et éleveurs, culturellement opposés aux civilisations nomades des Plaines du nord comme les Sioux et les Cheyennes, ou celles du Sud-Ouest comme les Apaches et les Navajos, contre lesquelles ils vont d'ailleurs entrer souvent en conflits durant l'histoire.

## Colonisation et invasion euro-américaine

### Époque coloniale espagnole
Les premiers explorateurs et colonisateurs de la région sont les Espagnols. Leur désir de trouver des richesses incalculables et de l'or les pousse jusqu'au nord du Rio Grande. Cependant, leurs explorations du Nouveau-Mexique se soldent par des déceptions pour les conquistadors qui s'aperçoivent qu'il n'y a ni or ni pierre précieuse dans ces nouvelles terres, mais seulement un désert aride et quelques villages pueblos et hopis. Au début du XVIIe siècle pourtant, la colonisation du territoire est entreprise.

#### Premières explorations et déceptions

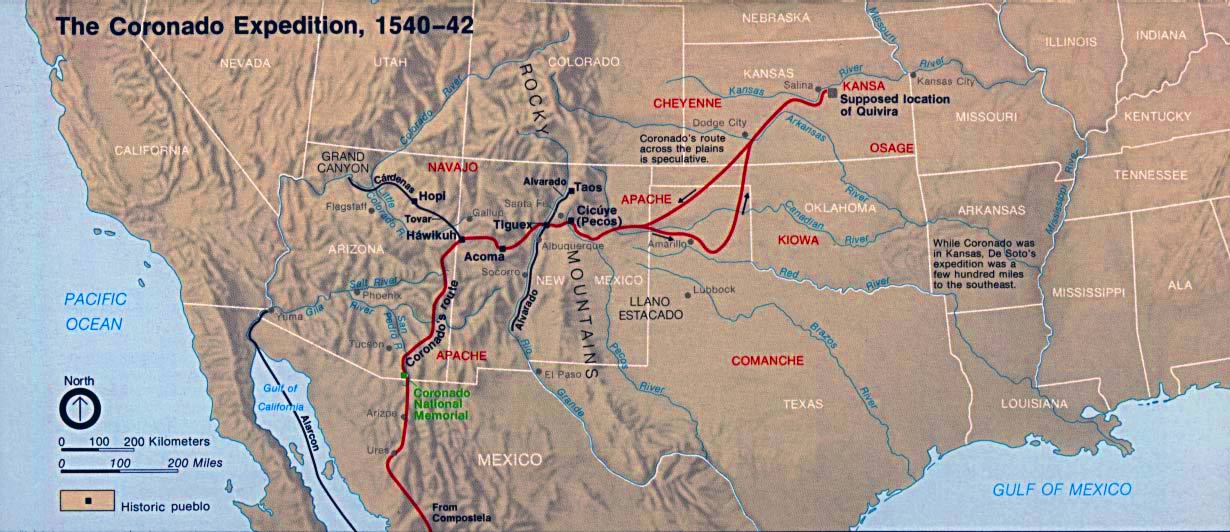
Expéditions de Coronado et de Hernando de Alarcón (1540-1542)

Après la conquête du Mexique de 1521 par Hernán Cortés et son armée, les Espagnols ne connaissent encore que les Antilles et une petite partie de l'Amérique du Sud. La Floride, qui a été reconnue en 1513 par le navigateur Ponce de Leon, est, pour Madrid, la prochaine terre qu'il faudra coloniser. Une expédition se prépare sous la direction de Pánfilo de Narváez, en 1527, forte de plusieurs centaines de colons et de milliers de têtes de bétails. Mais, malgré l'importante escorte militaire, la colonne espagnole, qui débarque en Floride en 1528, se fait massacrer peu après par des Amérindiens hostiles. 

##### Voyages de Cabeza de Vaca et de Fray Marcos de Niza
À la fin de  1528, quatre-vingt hommes rescapés de l'expédition de Pánfilo de Narváez, dont le mieux connu est Álvar Núñez Cabeza de Vaca, à bord d'embarcations de fortune, parviennent à rejoindre « isla Malhado » (Ile de la Malchance), aujourd'hui l'Île de Galveston au Texas. En 1536, après plusieurs années de captivité dans des tribus indigènes et diverses pérégrinations, seuls Cabeza de Vaca et trois de ses compagnons, Alonso del Castillo Maldonado, Andrés Dorantes de Carranza et Estevanico parviennent à rentrer en contact, sur les rives du Río Sinaloa avec d'autres explorateurs espagnols qui venaient de Culiacán. Leurs récits intriguent le vice-roi Antonio de Mendoza qui, dès 1539, envoie le franciscain Fray Marcos de Niza, accompagné par Estevanico, à la découverte des territoires où vivent les indigènes Zuñis, aujourd'hui dans l'Arizona et le Nouveau-Mexique. Le rapport que Fray Marcos de Niza fait de son voyage, dont Estevanico ne revient pas, et dans lequel il évoque l'existence d'une ville nommée Zuñi, aussi grande que Mexico, donne naissance au mythe des Cités d'or.

##### L'expédition de Francisco Vasquez de Coronado
En 1540, Antonio de Mendoza envoie Francisco Vásquez de Coronado, gouverneur du royaume de  Nouvelle-Galice que Fray Marcos de Niza accompagne, à la tête d'une colonne d'environ 1600 personnes, explorer plus avant les terres que le franciscain a décrites. L'imposante expédition de Francisco Vásquez, qui emmène avec elle vaches, moutons, mules et chevaux, met six mois pour atteindre péniblement Zuñi, pendant qu'une colonne de soutien, envoyée par Antonio de Mendoza, dirigée par García López de Cárdenas, le précède à Háwikuh en juin 1540. 
Après s'être emparé par la force de Háwikuh, où les Espagnols trouvent des richesses surtout composées de maïset de haricots, mais pas l'or et les turquoises qu'ils espéraient, Francisco Vásquez de Coronado organise des expéditions secondaires dont la mission consiste à explorer la région. Pedro de Tovar (en), accompagné par le franciscain Juan de Padilla et dix-sept cavaliers, chargé de trouver un lieu nommé Tusayan  ou Tucano, visite très vraisemblablement Awatovi (es), aujourd'hui dans l'Arizona et aurait obtenu la soumission des Hopis à la couronne d'Espagne,. García López de Cárdenas est chargé de trouver la cité mythique de Quivira. Il rebrousse chemin sans avoir atteint son objectif, mais ses soldats sont les premiers européens et mexicains qui visitent les rives du Colorado et le Grand Cañon. Melchor Díaz (es) est envoyé à la rencontre de la flottille, menée par Hernando de Alarcón, pour apporter des vivres à l'expédition, mais il apprend des indigènes que ce dernier à rebroussé chemin au confluent du Colorado et de la rivière Gila. Hernando de Alvarado y Contreras, à l'issue de la réception d'une ambassade, envoyée par le pueblo de Cicuique, aujourd'hui connu sous le nom de Pecos Pueblo, conduite par une personnalité que les Espagnols ont nommé « Bigotes », est chargé d'accompagner ce dernier dans son voyage de retour.
La déception des Espagnols est grande, tout comme leur colère. Les désertions se multiplient, et, pour se venger, les soldats espagnols n'hésitent pas à violenter des Pueblos et des Zunis. Coronado essaie de tempérer le comportement de ses militaires, mais c'est trop tard. Les Indiens, n'acceptant plus de se faire autant humilier par les envahisseurs et rejetant l'autorité du roi d'Espagne, se soulèvent contre l'expédition de Coronado. Des soldats espagnols sont assassinés, et les Indiens fortifient leur village. La répression de Coronado ne se fait pas attendre: la riposte est sans pitié, et les Espagnols, qui brisent la résistance pueblo, massacrent de nombreux Amérindiens. Les villages indiens sont mis à feu et à sang, mais c'est en vain que les richesses tant désirées sont cherchées. Coronado revient les mains vides à Mexico en 1542. Il rapporte plus tard que les terres au nord du Rio Grande ne sont pas propices à la colonisation, et qu'il ne s'y trouve rien d'autre qu'un désert où l'agriculture serait difficile à développer. Les années suivant son expédition ne verront apparaître aucune colonie espagnole dans la région, et les Pueblos seront en paix pendant un demi-siècle environ. Seuls des marchands et chasseurs d'esclaves sillonneront le Nouveau-Mexique, ainsi que quelques déserteurs espagnols.
Lors de son expédition, Coronado avait laissé de nombreux chevaux au Nouveau-Mexique. Le cheval, animal inconnu des Amérindiens jusqu'alors, est très vite adopté par de nombreuses cultures indiennes du Sud-Ouest, puis des Grandes Plaines et du Grand Bassin. Les civilisations nomades comme les Apaches, et, plus tard, les Comanches, utiliseront massivement les chevaux, en faisant l'élevage pour leurs besoins personnels (tels la chasse aux bisons) ou dans un but purement commercial. En effet, les échanges entre chevaux et autres marchandises deviendront monnaie courante dans les Plaines et le Sud-Ouest.

#### Mise en place de la colonisation espagnole
En 1598, Juan de Onate est chargé de conquérir et d'installer une colonie au nord du Rio Grande. La découverte de mines d'argent avait reporté l'attention de Mexico sur le Nouveau-Mexique, et un projet de colonisation avait vu le jour. Juan de Onate devait conduire l'expédition coloniale censée faire passer la région au nord du Rio Grande sous contrôle espagnol. C'est un succès, même si Onate s'est montré violent envers les Amérindiens locaux.
Arrivés dans la région en 1598, Onate et son armée en prennent possession au nom du Roi d'Espagne. L'expédition parcourt la région jusqu'au nord du Nouveau-Mexique, et il s'ensuit la même chose qu'avec le passage de Coronado. Les hommes de Onate, frustrés de n'y découvrir aucune richesse telle que l'or et s'apercevant de l'aridité du climat et de l'apparente pauvreté, à leurs yeux, des villages indiens (dont les maisons sont en terre cuite, donc symbole de pauvreté pour les Espagnols), s'en prennent une fois de plus à ceux-ci. Une autre rébellion pueblo s'ensuit, qui est matée dans le sang par Onate. Les guerriers sont massacrés, et les prisonniers de sexe masculin de plus de vingt-cinq ans sont réduits en esclavage et ont l'un des pieds coupés.
En 1601, le Nouveau-Mexique, par cette sanglante répression, se trouve sous le joug de l'Espagne. Onate, à son retour à Mexico en 1606, sera vivement critiqué et sanctionné pour les atrocités commises envers les Amérindiens, mais Madrid a désormais le Nouveau-Mexique. Une ville, Santa Fe, est construite et choisie en 1610 pour être la capitale de la colonie naissante.
Très vite, l'exploitation des peuples indigènes devient légale au Nouveau-Mexique. Le système de l'encomienda, arrivé dans la colonie dès ses premières années, permet aux colons espagnols d'avoir autorité sur un groupe d'indiens qui doit travailler pour eux. C'est en fait une forme d'esclavage: le colon bénéficie ainsi d'une main d’œuvre gratuite, qu'il doit en contrepartie éduquer et christianiser. Les Espagnols amènent de plus avec eux des maladies inconnus des Amérindiens locaux, comme la variole. Ces maladies sont un véritable désastre pour la démographie indienne. La population indienne du Nouveau-Mexique chute, tandis que la petite colonie est en train de passer sous le contrôle des Franciscains.

#### L'ère des Franciscains
Dès 1609, les Franciscains sont présents dans la colonie. Le prélat Isidro Ordonez, arrivé en 1612, souhaite instaurer une théocratie pour évangéliser les Amérindiens. Le pouvoir franciscain, très influent à la cour de Madrid, se confronte très vite au pouvoir du gouverneur Don Pedro de Peralta, nommé en 1609. Alors que les Franciscains désirent que la plupart des colons quittent la région, le gouverneur s'y oppose. Plus tard, les Pères critiquent le travail forcé des Indiens et le concubinage auquel se livrent soldats et indiennes. Des tensions apparaissent entre le gouverneur et les prélats. Peralta, en août 1613, est capturé par le père Ordonez et ses hommes. Puis, alors qu'il est ré-emprisonné par le même Ordonez après s'être enfui une première fois, les Franciscains l'humilient en public devant les Indiens.
Maîtres de la colonie, les Franciscains ont, pour évangéliser les Indiens, une stratégie : se faire considérer par eux comme des shamans moitié hommes, moitié dieux, plus puissants que leurs shamans déjà établis. Si, au départ, certains shamans et des Indiens restent méfiant à l'égard des Franciscains, ceux-ci finissent par être respectés par les tribus locales. Ils guérissent des Pueblos de maladies devant lesquelles les shamans sont impuissants, ou leur font croire que ce sont eux qui ont rendu le climat plus propice à l'agriculture et moins aride depuis qu'ils ont fondé la colonie. Plusieurs missions sont construites, mais bientôt, les Pères perdent leur renommée et sont plus craints que respectés.
En effet, les Pueblos ne tardent pas à s'apercevoir que les Franciscains ne peuvent guérir tous les maux de la région. En 1636-1640, une épidémie de variole fait des ravages dans les tribus, et les Pères n'arrivent pas à l'endiguer. D'autres catastrophes surviennent dans les années suivantes : le climat se fait particulièrement aride, et les pluies se font attendre. Les Indiens s'aperçoivent que les Franciscains sont là encore impuissants, alors qu'ils leur avaient affirmé au départ que le temps et le climat dépendaient de leur bonne volonté. Enfin, les raids apaches continuent contre les villages pueblos avec plus d'ardeur. Les Indiens ne peuvent compter sur les Franciscains pour éloigner les Apaches. Ceux-ci, recherchant du bétail, des chevaux et des esclaves, pillent fréquemment les implantations coloniales et les villages pueblos. Lorsque les Espagnols sont arrivés dans la région, ils n'ont pu endiguer ce climat de violence, et les Franciscains doivent avouer leur impuissance à faire cesser les raids des tribus nomades.
Cette perte de renommée s'accompagne d'autres affaires louches et sombres pour les Pères. À partir des années 1640-1650, plusieurs Pueblos viennent se plaindre au gouverneur espagnol à Santa Fe à propos d'excès de la part des prêtres. On parle d'abus sexuels et de conditions de travail exténuantes, en fait se rapprochant de l'esclavage. Certains Indiens se font violenter s'ils n'acceptent pas les corvées domestiques des missions. Devant la domination espagnole qui n'arrive pas à les aider, les Pueblos s'adonnent de nouveau à leurs rituels traditionnels, faits cette fois-ci en cachette des Franciscains. Cependant, ceux-ci s'en aperçoivent et adoptent des mesures de répression envers les Indiens effectuant de tels rites. Une première révolte éclate en 1639, durant laquelle des franciscains et des soldats espagnols sont tués par les Pueblos à Taos et à Jemez. Le gouverneur Rosas est soupçonné par les Franciscains d'être responsable de ce conflit et est assassiné sombrement en 1642.
Plus tard, dans les années 1650, le gouverneur Bernardo Lopez de Mendizabal et son subordonné Nicolas de Aguilar reprochent une fois encore aux Franciscains leur attitude envers les Indiens, qu'ils traitent en esclaves. Les Franciscains protestent et arrêtent Mendizabal et Aguilar, qui, passés devant l'Inquisition, sont renvoyés, prisonniers, à Mexico. En 1666-1670, une sécheresse s'abat sur le pays et la colonie. Les shamans indiens rendent les prêtres responsables de cette situation qui fait souffrir les tribus. Certains shamans sont arrêtés pour avoir proféré de telles paroles, et incarcérés à Santa Fe. Peu après, un groupe de guerriers amérindiens se présente aux portes de la ville pour demander qu'on les relâche. Les Espagnols acceptent.
Toutefois, les relations entre colonisateurs-Franciscains et Indiens sont devenues tellement mauvaises que les Pueblos préparent une autre révolte, plus importante cette fois-ci. Ce sera le shaman Popé qui prêchera la résistance aux Espagnols.

#### La révolte des Pueblos de1680
La révolte des Pueblos de 1680 est particulièrement violente. Le shaman Popé, qui, depuis quelques années, a parcouru les villages pueblos pour les réunir dans un ensemble politique compact et ligué, voit ses desseins réalisés en 1680. Les combats commencent la même année. Le 10 août 1680, des Franciscains sont massacrés en pleine messe et des chevaux et du bétail volés dans le nord de la colonie. L'insurrection gagne tout le Nouveau-Mexique en très peu de temps, embrasant la région entière en moins d'un jour. Le 13 août, Santa Fe est prise d'assaut par les Pueblos rassemblés en une vaste armée recevant l'aide également de bandes apaches. Les Espagnols, dont la résistance est aussi inutile qu'éphémère, sont obligés de battre en retraite le 20 août. Les colons se réfugient en masse à El paso del Norte (désormais Ciudad Juarez). Le bilan des pertes européennes est lourd: on estime à plus d'un millier de tués chez les Espagnols, dont 401 colons et 21 Franciscains, qui feront plus tard office de martyrs alors que la guerre aura été déclenchée indirectement par leurs actes.
La domination pueblo est cependant de courte durée. Si les villages ont su se fédérer sous l'égide de Popé, cette fédération tomba rapidement en miette après le retrait des colonisateurs. Chaque village se recentra sur lui-même, oubliant les autres, tandis que les raids apaches et navajos continuèrent avec plus de violence dans les années 1680. La situation de conflit d'avant la révolte revint créer dans la région un climat de tensions et de hantise, à la différence que les troupes espagnoles n'étaient plus là désormais pour contrer les incursions des tribus nomades du nord et de l'est.
L'émiettement de la fédération pueblo permit la reconquête du Nouveau-Mexique par l'Espagne. En 1691, une expédition militaire espagnole s'était constituée sous les ordres de Don Diego Vargas. La troupe, composée d'éléments européens et d'alliés amérindiens, commença l'attaque contre les Pueblos au début de 1692, anéantissant toute résistance mais encourageant la capitulation des chefs de guerre pueblos, persuadés qu'ils ne pourraient pas repousser l'armée de Vargas. Dans le courant 1692, les Espagnols étaient aux portes de Santa Fe, qui retomba facilement entre leurs mains. Plus de 400 prisonniers pueblos, capturés, furent revendus plus tard comme esclaves aux Antilles. En 1696, le Nouveau-Mexique était globalement repassé sous contrôle colonial. Les pueblos, pour leur part, ne se révoltèrent plus jamais contre la domination espagnole, préférant bénéficier de la protection des troupes coloniales contre les raids apaches plutôt que recommencer un conflit qui n'aurait pu de toute façon que se terminer en leur défaveur.

#### Le début des rivalités impériales pour le contrôle du territoire
La fin du XVIIe siècle est ponctuée par l'arrivée des Français en Louisiane. Les explorations de Robert Cavelier de la Salle avaient mis au jour l'emplacement de l'embouchure du Mississippi. En 1684, à la faveur d'un état de guerre entre l'Espagne et la France de Louis XIV, le célèbre explorateur français prit la mer avec trois navires. Sa mission: coloniser l'embouchure du grand fleuve louisianais. C'est dans cette perspective qu'il fonda Fort Saint-Louis en 1685, bien plus à l'ouest que prévu puisque, sans aucune carte pouvant l'aider, lui et ses hommes s'étaient égarés et n'avaient pu trouver l'embouchure.
Dès la nouvelle de la fondation du fort français, les Espagnols envoyèrent plusieurs expéditions destinées à le trouver. L'empire espagnol voyait en effet de très mauvais augure la pénétration d'une puissance étrangère dans la région, craignant que celle-ci ne veuille potentiellement mettre la main sur les mines d'argent du Nouveau-Mexique et du Mexique nord. Les expéditions espagnoles envoyées chercher le fort Saint-Louis explorèrent profondément le Texas, mais ne trouvèrent l’éphémère colonie installée par Rober Cavelier de la Salle que bien après que celui-ci se soit fait assassiner par des colons mécontents en 1687. Ils la détruisirent en ramenant les Français restants au Mexique et en prenant possession du Texas au nom de la Couronne espagnole.
Cette première « aventure » peut être vue comme le commencement d'un demi-siècle de rivalité entre la France et l'Espagne à propos du Texas, du Nouveau-Mexique et de la Louisiane française. D'ailleurs, le XVIIIe siècle débuta avec la fondation officielle et définitive de cette colonie de Louisiane si attendue par le pouvoir royal français, avec l'arrivée en 1699 de Pierre le Moyne d'Iberville à l'embouchure du Mississippi et l'installation de Fort Maurepas, premier pas vers l'établissement d'un vaste empire colonial français dans l'ouest et le sud-ouest américain.

#### LeXVIIIesiècle: entre raids indiens et marginalisation économique

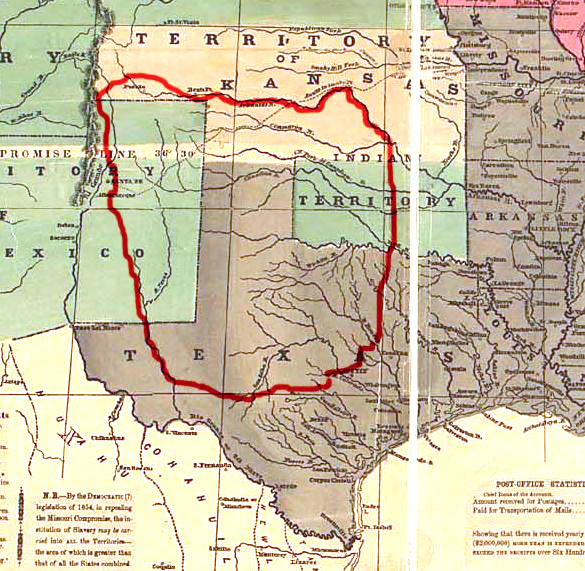
Distribution des tribus comanches, 1740-1850.

Le début du XVIIIe siècle est marqué, outre par la venue menaçante des Français dans le Sud-Ouest américain, par celle également d'une nouvelle nation amérindienne au Nouveau-Mexique : les Comanches. Les rapports espagnols attestent leur présence pour la première fois dans les années 1710, mais ce n'est qu'après 1720 que les autorités coloniales espagnoles s'aperçoivent réellement de la menace que pourraenit représenter - et qu'a représenté - ces tribus nomades éleveurs de chevaux.
Les Comanches, s'ils étaient proches des Apaches par leur culture nomade, se révélèrent être les pires ennemis de ceux-ci. Les guerres comancho-apaches qui ensanglantèrent la vallée de l'Arkansas et le Nouveau-Mexique dans les années 1710-1720 peuvent s'expliquer par le fait que les deux peuples, nomades et éleveurs de chevaux, cherchaient à contrôler les meilleures terres pour leurs pâturages. Conflits économiques et territoriaux, donc, car la bonne santé de leurs élevages de chevaux dépendaient des rivières, prairies et vallées disputées, ce qui induisait de les contrôler pour agrandir les troupeaux et rester "compétitif" sur le marché du cheval, commerce très actif dans le sud-ouest américain de l'époque coloniale.
Les Apaches ne purent résister à la pression comanche, militairement trop puissants face aux bandes apaches. Ceux-ci, dans les années 1720, durent reculer, perdant du terrain. Refluant vers le Nouveau-Mexique, les autorités coloniales acceptèrent l'établissement de ces réfugiés apaches sous la seule condition de s'installer dans des missions prévues à cet effet et de se faire fermiers. De nombreux Apaches coopérèrent, devenant une nation pastorale.
Le flux de ces indiens chassés par les conflits meurtriers entre Comanches et leurs ennemis inquiéta les Espagnols du Nouveau-Mexique, qui, de plus, devinrent de facto rivaux des Comanches par le simple fait de prendre sous leur protection les bandes apaches. Un autre facteur d'inquiétude s'éveilla dans les esprits des administrateurs de la colonie lorsqu'ils virent que les Français avaient ouvert de nouveaux marchés dans la vallée de l'Arkansas et que les Comanches étaient devenus les partenaires commerciaux principaux des coureurs des bois et aventuriers de La Nouvelle-Orléans.
Un cercle vicieux s'était mis en place en même temps que ces marchés. Les Comanches avaient besoin d'armes à feu dans leurs guerres contre les Apaches et disposaient de nombreux chevaux et têtes de bétail. Les commerçants français étaient quant à eux disposés à fournir de telles armes aux Comanches en échange de quantités importantes de mules, de chevaux, de bétail et d'esclaves indiens ou espagnols. Ce commerce incitait ainsi les Comanches à effectuer des raids contre le Nouveau-Mexique dans le but de capturer des chevaux et du bétail, qu'ils échangeaient ensuite aux Français contre armes, alcool, etc.
C'est donc à juste titre que les Espagnols s'insurgèrent et essayèrent de mettre fin à ces transactions alimentant la guerre. Leur échec en ce point peut être traduit par les conséquences désastreuses pour leurs intérêts de la guerre franco-espagnole de 1719, durant laquelle l'expédition Villasur de 1720 fut défaite par une force franco-pawnee alliée aux Comanches de plus de 600 hommes.
La situation du Nouveau-Mexique dans les années 1720 est donc loin d'être idéal. La colonie éprouve les premiers raids dévastateurs comanches tandis que la pénétration française porte de plus en plus préjudice à leurs intérêts économiques, commerciaux et impériaux dans la région. En outre, le Nouveau-Mexique souffre d'une économie bien marginale par rapport à la situation du Mexique ou de Cuba, toutes deux colonies florissantes. L'émigration insuffisante, le commerce peu développé hormis sur les échanges "à l'amérindienne" concernant le trafic du bétail et des esclaves, le manque de mise en valeur de la province et le faible élevage en ranch qui a commencé timidement au XVIIe siècle traduisent le peu d'impact économique que peut avoir Santa Fe dans la Nouvelle-Espagne.

#### La société coloniale: un métissage important et le commerce des foires régionales
La société coloniale espagnole, au XVIIIe siècle, est caractérisée par le nombre élevé de métis que compte le Nouveau-Mexique. La faiblesse de l'immigration rend obliger les liaisons entre Espagnols et indiennes. Un grand nombre de soldats vivent par exemple en concubinage avec des femmes des tribus avoisinantes, alors que les colons entretiennent des relations non cachées avec des indiennes ou même des noires. Les métis compensent ainsi le manque d'Espagnols de la métropole dont souffre la colonie.
Le métissage, en plus d'élever la population (même faiblement) a aussi un autre impact plus important encore: il crée de nouvelles castes sociales et modifie donc les hiérarchies coloniales. En effet, les métis se mettent vite à occuper d'importantes fonctions réservées jusqu'alors à l'élite blanche de la province. Bien sûr, le degré de métissage conditionne en grande partie cette situation, les métis étant "classés" eux-mêmes en fonction de ce degré. De nouvelles hiérarchies apparaissent alors, participant activement à la vie économique du Nouveau-Mexique.
Celle-ci est fondée en majorité sur le commerce avec les Amérindiens et les commerçants étrangers ainsi que sur l’exportation de produits agricoles et de viande. À Taos se met en place, dès la fin du XVIIe siècle, une foire commerciale active qui regroupe à certaines périodes de l'année tribus indigènes et colons. Tout s'y échange, se vend, s'achète, des fourrures apportées par les Indiens aux esclaves apaches ou même espagnols capturés par les Comanches et revendus, en passant par le commerce d'armes, d'alcool, de divers produits européens, de camelote et de contrebande. Les esclaves amérindiens ou européens constituent une véritable marchandise bon marché, les colons s'en procurant aux Comanches. Bien que ces transactions aient été interdites par les autorités coloniales, les Espagnols font peu de cas de ces restrictions et recherchent toujours plus d'esclaves. C'est donc un cercle vicieux commercial qui se met en mouvement: les Indiens hostiles capturent des Apaches ou des colons, les réduisent en esclavage puis les revendent sur les foires de Taos et de Jemez à des marchands espagnols. La demande de ceux-ci ne faiblissant pas, les Comanches vont être encouragés dans la chasse aux esclaves tout au long du XVIIIe siècle. Ainsi, même lors des guerres entre Comanches et Espagnols, il était courant de voir les premiers effectuer tranquillement des échanges avec les seconds dans les villages de la frontière.
L'autre type de commerce qui se développe concerne colons du Nouveau-Mexique et commerçants étrangers, dont français. Si ce commerce se fait plus discrètement et moins couramment, il n'en est pas moins actif. Avec l'arrivée des Français au Texas en 1700, des marchands venant de La Nouvelle-Orléans s'infiltrent dans la vallée de l'Arkansas et rejoignent rapidement Santa Fe. Dès 1714, avec le voyage de Juchereau de Saint-Denis dans la région, les marchandises françaises commencent à circuler sur les marchés espagnols. Les autorités du Nouveau-Mexique, du Texas et du Mexique, après avoir tenté en vain de stopper l'infiltration française, prennent des mesures contre le commerce de contrebande entre colons et explorateurs louisianais. Interdit, il est néanmoins pratiqué en secret.
Ainsi, le manque de ressources mis à la disposition de la colonie par Madrid pousse les colons du Nouveau-Mexique à chercher eux-mêmes à satisfaire leurs besoins, en s'adonnant à ces commerces illicites ou réglementés. L'activité économique repose également sur l'élevage. Comme au Texas voisin, les Espagnols maîtrisent les techniques que vont appliquer après eux les futurs cow-boys américains. Ils manient déjà le lasso pour capturer les bêtes, les marquer et les vendre ensuite. Le bétail est composé en grande partie de bovins, et est exporté vers les régions frontalières, le Texas et le Mexique.
La société coloniale espagnole est donc basée sur le système des hiérarchies, les élites locales composées ou non de métis possédant le pouvoir sur les terres, et se place dans un contexte particulièrement instable. L'activité économique faible du Nouveau-Mexique ne permet pas à la colonie de prospérer mais de survivre timidement au milieu de tribus indiennes qui, à l'instar des Comanches, peuvent mettre en péril la sécurité de la province comme sa timide économie rurale.

#### 1730-1760: le début des guerres comanches
À la fin des années 1720, les problèmes des Espagnols sur la frontière concernant les Comanches et le développement de la colonisation du Texas allaient de pair. En essayant de faire du Texas un avant-poste devant entraver l'avancée française et les liens commerciaux entre ceux-ci et les Comanches, les dirigeants de la Nouvelle-Espagne envenimèrent d'eux-mêmes une situation déjà explosive entre colons et Indiens depuis que les premiers avaient accepté de protéger les Apaches. En outre, la capture de bétail, d'esclaves et de chevaux, donc la promesse de débouchés commerciaux fructueux, encouragea les Comanches à effectuer raids et pillages sur le territoire de la Nouvelle-Espagne.
Les années 1730 furent celles de la volonté espagnole de fortifier le Nouveau-Mexique et le Texas. La fondation de missions supplémentaires et de forts fut censée donner plus de puissance à la province et permettre l'évangélisation des Indiens locaux, dont les réfugiés Apaches. Bien que quelques-uns de ceux-ci décidèrent de commettre vols et razzia contre les implantations coloniales, la plupart se sédentarisèrent, vivant dans les missions espagnoles en cultivant la terre comme des fermiers. Les autorités à Santa Fe et à Mexico comptaient en effet sédentariser les tribus amérindiennes du nord du Rio Grande, afin d'asseoir plus librement les lois impériales dans les nouvelles colonies. Les Comanches, qui refusèrent de se sédentariser comme les Apaches, virent alors dans les intentions espagnoles une atteinte à leur intégrité culturelle. Les conflits Apaches/Comanches furent ravivés par l'opposition entre Apaches fermiers et Comanches nomades.
La guerre entre Comanches et Espagnols des années 1740 fut d'une certaine brutalité pour les seconds. La volonté espagnole de limiter les droits commerciaux des Comanches en leur enlevant l'entrée des foires de Taos, afin de pénaliser le marché des esclaves et des armes entretenu par les marchands franco-canadiens, provoqua immédiatement une réplique violente de la part des Indiens. En 1746, ils mirent à sac plusieurs implantations et défirent les troupes espagnoles qui tentèrent de les arrêter. Après quelques années de conflit en défaveur des Espagnols, le gouverneur Codalles fut bien obligé de rouvrir l'accès des foires aux Comanches. Le remplacement de Codalles par Tomas Velez de Cachupin au poste de gouverneur en 1749 marqua un changement dans la politique coloniale espagnole à l'égard des Indiens. Cachupin, en alliant persuasion et force, parvint à conclure une brève et fragile paix avec les Comanches au début des années 1750.
Cependant, les tensions continuelles de la frontière, les plaintes de fermiers concernant des pillages épisodiques de ranchs et d'établissements agricoles, l'aide de plus en plus importante accordée aux Apaches (avec, notamment, la fondation de nouvelles missions au Texas, comme celle de San Saba) et le sentiment de supériorité militaire et démographique des Comanches sur la colonie peu peuplée et pauvre économiquement ravivèrent bien vite la guerre. Dès la fin de la décennie 1750, les guerriers de la Comancheria déferlèrent sur plusieurs missions texanes. Celle de San Saba, bâtie en 1755 afin d'abriter des réfugiés apaches, fut détruite trois ans plus tard. Cet évènement contribua à monter l'élite coloniale contre les "sauvages barbares", et, en 1766, le Nouveau-Mexique était à nouveau embrasé par un conflit qui se révélera en fin de compte plus destructeur que les précédents.

### XIXesiècle
Entre 1862 et 1863, Kit Carson « pacifie » les Navajos du Nouveau-Mexique pour le compte du général James Carleton, le commandant militaire de la région. Au terme d'une campagne d'une grande brutalité, il se félicite d'avoir tout détruit dans les villages ; pas seulement tué les gens, mais encore anéanti « plus de deux millions de livres de grain indien ». Les Navajos emmenés en captivité ne connurent pas un sort bien préférable. En une seule semaine de 1864, 126 moururent à Fort Canby, des maladies et des privations. En 1868, plus de 2 000 des quelque 10 000 captifs étaient déjà morts.
Le Nouveau-Mexique n'étant pas un État, ses dirigeants sont nommés par Washington. La bande de Santa Fe, comme fut appelée ces hauts fonctionnaires, était réputée pour sa corruption. Elle comprenait le gouverneur Samuel Axtell, l’attorney general Thomas Catron, l'agent du gouvernement pour les affaires indiennes, le commandant militaire de la plus grande base militaire de la région, Fort Stanton, et la plupart de leurs subalternes.
Le territoire est notamment secoué en 1878 par la guerre du comté de Lincoln qui oppose le puissant éleveur James Dolan, soutenu par le gouverneur Samuel Axtell et Thomas Catron qu'il avait soudoyés, à son rival John Chisum. Les fusillades et assassinats qui s'ensuivirent firent plus d'une centaine de morts, parmi lesquels Billy the Kid — d'abord engagé par James Dolan, il est ensuite recruté par John Chisum.

## Indépendance
Le 6 janvier 1912, après des années de débat pour savoir si la population du Nouveau-Mexique était pleinement assimilée à la culture américaine ou trop immergée dans la corruption, le président William Howard Taft tordit les bras au Congrès et il a approuvé l'admission du Nouveau-Mexique comme 47e État de l'Union. L'admission de l'Arizona voisin le 14 février 1912 acheva les 48 États contigus. Des milliers de Mexicains ont fui vers le nord pendant la guerre civile extrêmement sanglante qui a éclaté au Mexique en 1911. En 1916, le chef militaire mexicain Pancho Villa a mené une invasion de l'autre côté de la frontière à Columbus, où ils ont incendié des maisons et tué plusieurs Américains.
Le Nouveau-Mexique a fourni quelque 17 000 hommes aux services armés pendant la Première Guerre mondiale. Des milliers d'autres de l'État ont combattu pour les Alliés pendant la Seconde Guerre mondiale.

### Artistes et écrivains
Lorsque la ligne principale du chemin de fer contourna Santa Fe, la ville perdit des entreprises et de la population. Au 20e siècle, les artistes, écrivains et retraités américains et britanniques étaient attirés par la richesse culturelle de la région, la beauté des paysages et le climat sec et chaud. Les dirigeants locaux en ont profité pour faire la promotion du patrimoine de la ville qui en fait un attrait touristique. La ville parraina des projets de restauration architecturale audacieux et érigea de nouveaux bâtiments selon des techniques et des styles traditionnels, créant ainsi le « style Santa Fe ». Edgar L. Hewett, fondateur et premier directeur de l'École de recherche américaine et du Musée du Nouveau-Mexique à Santa Fe, était l'un des principaux promoteurs. Il commença la Santa Fe Fiesta en 1919 et la Southwest Indian Fair en 1922 (maintenant connue sous le nom de marché indien). Lorsqu'il tenta d'attirer un programme d'été pour les femmes du Texas, de nombreux artistes se sont rebellèrent en disant que la ville ne devrait pas promouvoir le tourisme artificiel au détriment de sa culture artistique. Les écrivains et les artistes formèrent l'Association Old Santa Fe et défirent le plan. L'ancienne « mud city » (ville boueuse) — dont se moquaient les modernistes myopes pour ses maisons en pisé — se transforma en une ville fière de ses particularités et de son mélange de tradition et de modernité.

### Nuevomexicanos
À la fin du XIXe et au début du XXe siècle, les Anglos (Blancs non hispaniques ou latinos) ont tenté de réguler les Hispaniques vivant au Nouveau-Mexique à un statut social de seconde classe, en raison de la xénophobie et des préjugés. Certains de ces Anglos étaient ethnocentriques, dépréciant la culture hispano-mexicaine et contestant les droits des habitants d'origine. Richard Nostrand affirme que ce traitement a amené les Hispaniques à construire une identité « hispano-américaine » en réponse à leur allégeance aux États-Unis, dans un premier cas en exprimant leur identité américaine à travers l'identité ethnique, pour éviter d'être étiquetés comme « mexicains » et pour distinguer eux-mêmes d'immigrants mexicains récents.
La Première Guerre mondiale a donné aux Hispaniques l'occasion de démontrer la citoyenneté américaine en participant à l'effort de guerre. À l'instar des « nouveaux immigrants » des villes du nord-est, qui ont également construit une double identité, les membres de la classe moyenne des Nuevomexicano ont participé avec exubérance à l'effort de guerre. Ils ont mélangé des images de leur héritage avec des symboles patriotiques de l'Amérique, en particulier dans la presse de langue espagnole. Les politiciens et les dirigeants communautaires Nuevomexicanos ont recruté les masses rurales dans la cause de la guerre à l'étranger et sur le front intérieur, y compris la lutte pour le suffrage des femmes. Le soutien de l'establishment anglo du Nouveau-Mexique a aidé leurs efforts. Leurs contributions en temps de guerre ont amélioré les conditions de citoyenneté minoritaire pour les Nuevomexicanos mais n'ont pas éliminé les inégalités sociales. Par exemple, aucun Hispanique — pas même le fils d'un homme politique — n'a été autorisé à être membre d'une fraternité à l'université d'État,.
Les Anglos et les Hispaniques coopèrent car les Hispaniques riches et pauvres pouvaient voter et ceux-ci étaient plus nombreux que les Anglos. Vers 1920, le terme « hispano-américain » remplaça celui de « mexicain » dans la société et dans le débat politique. Le nouveau mandat servit à la fois les intérêts des deux groupes. Pour les hispanophones, il évoquait l'Espagne, pas le Mexique, rappelant les images d'un passé colonial romantique et suggérant un avenir d'égalité dans l'Amérique dominée par les anglo-saxons. Pour Anglos, en revanche, ce fut un terme utile qui rehaussait l'image de l'État, car l'ancienne image de terre « mexicaine » suggérait la violence et le désordre associés à la guerre civile de ce pays au début du 20e siècle. Cela avait découragé les investissements en capital et fait reculer la campagne pour l'indépendance. Le nouveau terme donnait l'impression que les « hispano-américains » appartenaient à une véritable culture politique « américaine », faisant apparaître l'ordre établi d'autant plus démocratique.

### Nouveaux arrivants

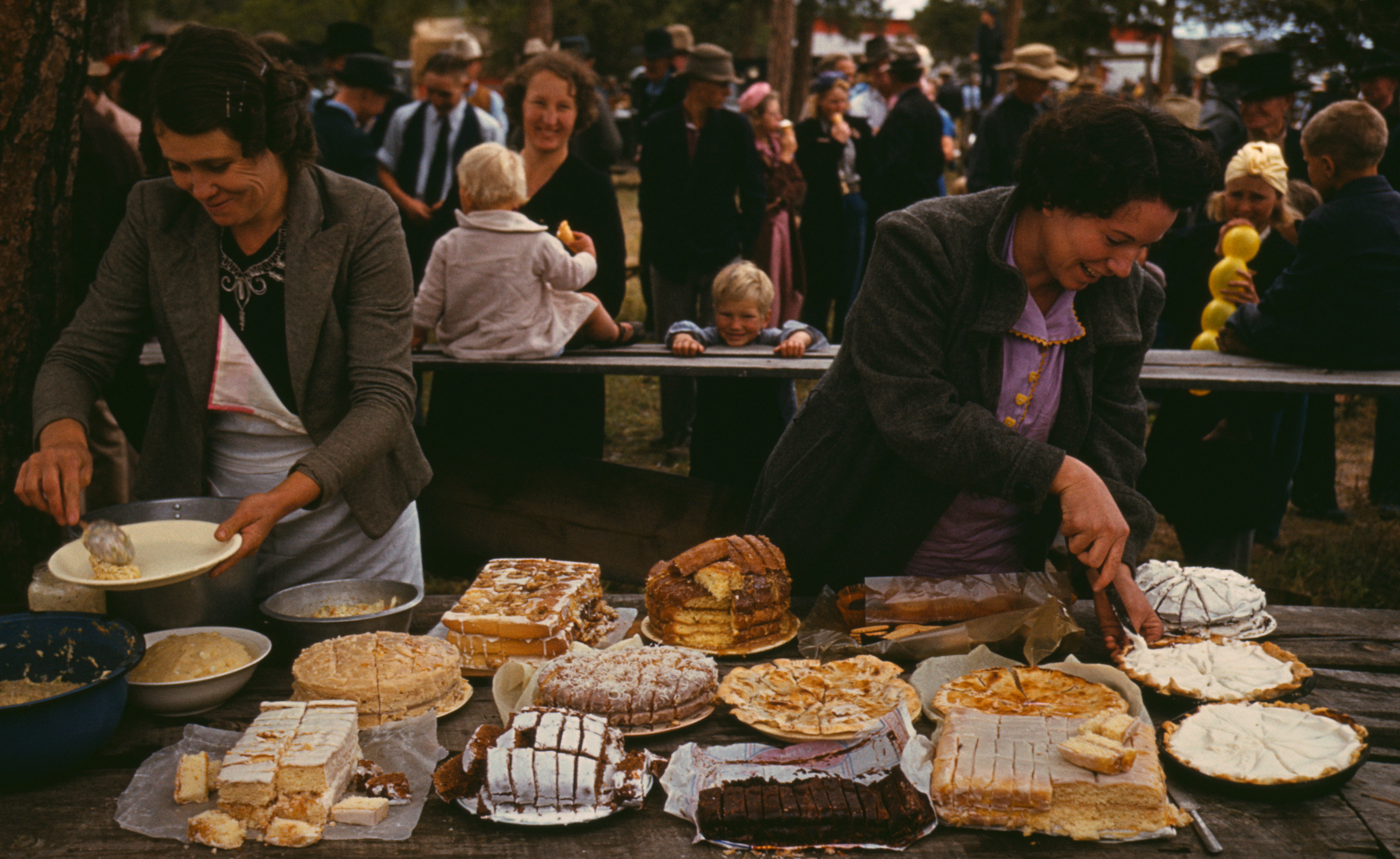
Service de nourriture à Pie Town, en octobre 1940.

Au 20e siècle, les immigrants et les migrants ont apporté de nouvelles compétences, perspectives et valeurs, modernisant la culture hautement traditionnelle de l'État. Cela comprenaient des agriculteurs du Midwest qui essayèrent de cultiver des cultures dans des zones humides au climat désertique, des pétroliers du Texas, des patients tuberculeux cherchant à guérir dans l'air sec (avant qu'un antibiotique approprié ne soit découvert), des artistes qui ont fait de Taos un centre culturel national, de nouveaux revendeurs cherchant à moderniser l'État le plus rapidement possible et à améliorer les infrastructures, des soldats et des aviateurs de partout venus s'entraîner dans les nombreuses bases militaires, des scientifiques de renom rejoignant à Los Alamos pour construire une nouvelle vie, et sont restés, et retraités des climats plus froids. Ils ont apporté de l'argent et de nouvelles idées. Les résidents de l'État ont progressivement adopté une culture nationale standard, perdant certaines de ses qualités uniques.
Le bâtiment de la Cour suprême de l'État a été construit pendant la Grande Dépression en tant que projet WPA, achevé en 1937. C'est un exemple des nombreux projets sur lesquels l'administration démocrate du président Franklin D. Roosevelt a collaboré avec les États afin d'améliorer les infrastructures, d'investir dans les installations et permettre à la population d'avoir un travail. Avant ce projet, la Cour suprême se réunissait dans les sous-sols de la capitale de l'État.

### Droit de vote des femmes
Le mouvement pour le suffrage de l'État travailla dur pour obtenir le Droit de vote des femmes, mais fut bloqué par le conservatisme des politiciens et de l'Église catholique. La législature du Nouveau-Mexique a été l'une des dernières en 1920 à ratifier le 19e amendement à la Constitution des États-Unis. Après son adoption, il y eut rapidement une augmentation spectaculaire de la participation politique des femmes anglo et hispaniques, ainsi que de solides efforts de mobilisation des principaux partis pour gagner le soutien des électrices.

### Seconde Guerre mondiale
Le Nouveau-Mexique a proportionnellement perdu plus de militaires que tout autre État du pays. L'État a dirigé la campagne nationale d'obligations de guerre et disposait de cinquante installations fédérales, y compris des écoles de formation de planeurs et de bombardiers. L'État s'est rapidement modernisé pendant la guerre, alors que 65 000 jeunes hommes (et 700 jeunes femmes) ont rejoint les services, où ils ont reçu un large éventail de formations techniques et ont vu le monde extérieur, beaucoup pour la première fois. Les dépenses fédérales ont apporté la prospérité en temps de guerre, ainsi que des salaires élevés, des emplois pour tout le monde, le rationnement et les pénuries. Les installations fédérales ont continué à être des contributeurs majeurs à l'économie de l'État dans les années d'après-guerre.
Le centre de recherche top secret de Los Alamos a été développé dans les montagnes du Nouveau-Mexique en tant que centre de recherche, ouvert en 1943 dans le but de développer la première bombe atomique au monde. Des équipes de scientifiques et d'ingénieurs ont été recrutées pour travailler sur ce projet. Le premier test sur le site Trinity dans le désert de la chaîne de bombardement et d'artillerie d'Alamogordo, maintenant connue sous le nom de polygone d'essais de missile de White Sands, à 45 km au sud-est de San Antonio, le 16 juillet 1945, a inauguré l'ère atomique. Le Nouveau-Mexique était devenu un centre de science de classe mondiale. Des expériences de ballons à haute altitude de la base aérienne Holloman ont provoqué la découverte de débris près de Roswell, au Nouveau-Mexique (Affaire de Roswell) en 1947. Cela aurait conduit aux affirmations persistantes (mais non prouvées) de quelques individus selon lesquelles le gouvernement avait capturé et dissimulé des cadavres extraterrestres et de l'équipement.
Albuquerque s'est développé rapidement après la guerre. L'État est rapidement devenu un leader dans la recherche et le développement dans le domaine de l'énergie nucléaire, solaire et géothermique. Les laboratoires nationaux Sandia, fondés en 1949, ont effectué des recherches nucléaires et le développement d'armes spéciales à la base aérienne de Kirtland au sud d'Albuquerque et à Livermore, en Californie.

### Environnementalisme
Depuis la fin du XIXe siècle, le Nouveau-Mexique et d'autres États occidentaux arides ont cherché à exercer un contrôle souverain sur les politiques d'allocation de l'eau à l'intérieur de leurs frontières. Dans les années 1990, la législature a débattu du H.R. 128, le projet de loi sur la protection de la souveraineté de l'eau de l'État. Depuis l'adoption du Newlands Reclamation Act (en) en 1902, les États occidentaux ont bénéficié de projets fédéraux d'approvisionnement en eau. Malgré ces projets, la répartition de l'eau demeura une question politiquement fragile tout au long du 20e siècle. La plupart des États ont cherché à limiter le contrôle fédéral sur la distribution de l'eau, préférant allouer l'eau selon la doctrine discréditée de l'appropriation préalable.
En tant qu'État dépendant à la fois de l'industrie des cheminées et du tourisme panoramique, le Nouveau-Mexique était au centre des débats sur la législation sur la qualité de l'air, en particulier le Clean Air Act de 1967 et ses amendements en 1970 et 1977. La Kennecott Copper Corporation, qui exploitait une grande fonderie à Hurley, générant comme sous-produit d'épais nuages de pollution de l'air, a conduit l'opposition aux écologistes, représentés par les citoyens du Nouveau-Mexique pour la qualité de l'air et de l'eau. Finalement, l'entreprise a été forcée de se conformer à des normes fédérales assez strictes. Ils retardèrent souvent le processus de conformité pendant des années en menaçant des répercussions économiques, telles que la fermeture d'usines et le chômage, s'ils étaient contraints de se conformer aux normes.

## Sources

### Ouvrages et articles
- Philippe Jacquin, Daniel Royot, Go West! Histoire de l'ouest américain d'hier à aujourd'hui, Flammarion, 2002.
- Pekka Hämäläinen, L'Empire comanche, Anacharsis.
- Bancroft, Hubert Howe. The Works of Hubert Howe Bancroft, Vol. XVII. (History of Arizona and New Mexico 1530–1888), 1889; réédité en 1962. online edition
- Beck, Warren. Historical Atlas of New Mexico, 1969.
- Beck, Warren. New Mexico:  A History of Four Centuries, 1962.
- Bullis, Don, New Mexico: A Biographical Dictionary, 1540–1980, 2 vol, (Los Ranchos de Albuquerque: Rio Grande, 2008) 393 pp.  (ISBN 978-1-890689-17-9)
- Chavez, Thomas E. An Illustrated History of New Mexico, 267 pages, « University of New Mexico Press », 2002,  (ISBN 0-8263-3051-7)
- DeMark, Judy, ed. Essays in 20th Century New Mexico History (1994).
- Etulain, Richard W., ed. New Mexican Lives:  Profiles and Historical Stories (2002).
- Sanchez, Joseph P. Robert L. Spude and Arthur R. Gomez. New Mexico: A History (U of Oklahoma Press, 2013) 384pp.
- (es) Calvin A. Roberts, Susan A. Roberts (trad. de l'anglais par Robert A. Sanchez et Carlos G. Chavez), Una Historia de Nuevo Mexico, University of New Mexico Press - Prensa de la Universitad de Nuevo México, 30 novembre 2004, 252 p. (ISBN 978-0826335081, lire en ligne).
- (en) Jesse Walter Fewkes, Archeological Expedition to Arizona in 1895, vol. 21 : Annual Report Bureau of American Ethnology to the Secretary of the Smithsonian Institution, Washington D. C., Government Printing Office., 1898 (lire en ligne).
- Simmons, Marc. New Mexico: An Interpretive History, 221 pages, « University of New Mexico Press », 1988,  (ISBN 0-8263-1110-5).
- Szasz, Ferenc M. Larger Than Life:  New Mexico in the Twentieth (2nd ed. 2006).
- Weigle, Marta, ed. Telling New Mexico: A New History (2009)  483  (ISBN 978-0-89013-556-3). online review
- Carnett, Daniel R. Contending for the Faith: Southern Baptists in New Mexico. (2002)  230pp.  (ISBN 0-8263-2837-7)
- González; Nancie L. The Spanish-Americans of New Mexico: A Heritage of Pride (1969) online edition
- Tony Hillerman, The Great Taos Bank Robbery and other Indian Country Affairs, « University of New Mexico Press », Albuquerque, 1973,  (ISBN 0-8263-0530-X).
- Holmes, Jack E. Politics in New Mexico (1967).
- Holtby, David V. Forty-Seventh Star: New Mexico's Struggle for Statehood, 2012, 362 pages.
- Paul Horgan, Great River, The Rio Grande in North American History, 1038 pages, « Wesleyan University Press » 1991,  (ISBN 0-585-38014-7), Prix Pulitzer 1955
- Weber, David J. The Mexican Frontier, 1821–1846: The American Southwest under Mexico (1982) online edition.

### Ressources en ligne
- (en) Richard Flint et Shirley Cushing Flint, « Cicuique (Pecos Pueblo) », Communities, sur New Mexico History, Santa Fe, The Office of the State Historian of the State Records Center & Archives of New Mexico (consulté le 3 juin 2021).